# سكوت بينيت
سكوت بينيت (من مواليد 8 يناير 1980) هو لاعب كرة قدم أسترالي سابق لعب مع ويست كوست إيجلز في الدوري الأسترالي لكرة القدم (AFL).